# Phyllophila nocturna
Phyllophila nocturna là một loài bướm đêm trong họ Noctuidae.